# Michal Guzik
Michal Guzik (* 20. ledna 1973) je bývalý český fotbalista, záložník. Jeho bratr Martin Guzik byl také prvoligovým fotbalistou.

## Fotbalová kariéra
V československé a české lize hrál za SK Sigma Olomouc a SK Dynamo České Budějovice. Nastoupil v 10 utkáních. Dále hrál ve druhé lize za Fotbal Třinec.

## Ligová bilance
| Ročník                                   | Zápasy | Góly | Klub                       |
| ---------------------------------------- | ------ | ---- | -------------------------- |
| 1. československá fotbalová liga 1990/91 | 2      | 0    | SK Sigma Olomouc           |
| 1. československá fotbalová liga 1991/92 | 1      | 0    | SK Sigma Olomouc           |
| 1. česká fotbalová liga 1993/94          | 7      | 0    | SK Dynamo České Budějovice |
| CELKEM                                   | 10     | 0    |                            |